# Microcyclops diaphanus
Microcyclops diaphanus – wątpliwy gatunek widłonoga z rodziny Cyclopidae; w bazie World Register of Marine Species ma status nomen dubium. Opisał go w 1853 roku niemiecki lekarz i zoolog Sebastian Fischer, nadając mu nazwę Cyclops diaphanus.